# Henri Jouard
Pour les personnes ayant le même patronyme, voir Jouard.
Henri Jouard, né le 16 mai 1896 à Santenay et mort le 16 mars 1938 à Vence, est un ornithologue français qui participa en 1929 à la création de Alauda, Revue internationale d'Ornithologie.

## Publications
- (1923) De quelques oiseaux observés dans les Alpes Vaudoises (1 200 à 1 300 mètres), pendant l'été, Rev. franç. Orn., 8 : 1-3, 32-35, 54-61.